# Caneva
Caneva (friülà Cjanive di Sacîl) és un municipi italià, dins de la província de Pordenone. L'any 2007 tenia 6.501 habitants. Limita amb els municipis de Cordignano (TV), Fontanafredda, Fregona (TV), Polcenigo, Sacile, Sarmede (TV) i Tambre (BL).

## Administració
| Període | Identitat          | Partit         |
| ------- | ------------------ | -------------- |
| 2004-   | Renato Mirto Monte | Centreesquerra |